# Pippo Caruso

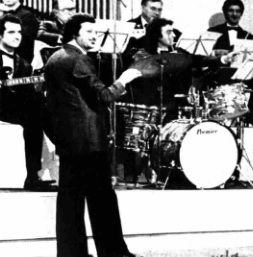
Pippo Caruso mentre dirige l'orchestra della Rai nel 1975, durante la trasmissione Un colpo di fortuna

Giuseppe Caruso, noto come Pippo Caruso (Belpasso, 22 dicembre 1935 – Fara in Sabina, 28 maggio 2018), è stato un direttore d'orchestra, arrangiatore e compositore italiano.

## Biografia
Ha diretto le orchestre RAI di Roma e Milano, l'orchestra sinfonica del Festival di Sanremo, l'orchestra sinfonica della RAI, quella di Roma e del Lazio e molte altre. Ha legato la sua storia a programmi televisivi di grande successo, condotti dal suo fedelissimo amico-mentore Pippo Baudo, come varie edizioni del Festival di Sanremo, Fantastico, Serata d'onore, Numero Uno, Domenica in e moltissimi altri ancora. Insieme a Pippo Baudo, ha contribuito al lancio di Heather Parisi e Lorella Cuccarini, per le quali ha scritto balletti e canzoni (Anche noi, Tutto matto, Io ballerò).
Nel corso della sua carriera ha lavorato con quasi tutti gli artisti dello spettacolo italiano, realizzando dischi di successo con Domenico Modugno, Ornella Vanoni, Eduardo De Crescenzo, Mia Martini, Bruno Lauzi, Lino Toffolo, New Trolls, Enzo Jannacci, Alberto Sordi, Enrico Montesano, Nino Manfredi, Orietta Berti, Pippo Franco, Loretta Goggi,  Nino Taranto, Lino Banfi, Umberto Smaila, Alberto Lionello, Sandra Mondaini, raggiungendo le vette della hit parade con brani come Il Maestro di violino, L'amore è, Ancora, Johnny Bassotto, Isotta, La tartaruga.
Ha diretto artisti internazionali come Liza Minnelli, Céline Dion, Michael Bolton, George Benson, Andreas Vollenweider, Katia Ricciarelli, Andrea Bocelli, Giorgia, Kenny G, Charles Aznavour, Gilbert Bécaud, Michael Bublé, Pat Metheny. Oltre a ciò ha scritto anche colonne sonore per diversi film, come Maladolescenza (1975), Porca società (1978), L'occhio dietro la parete (1977), Le evase - Storie di sesso e di violenze e Massimamente folle (1985); ha scritto il brano Tu no interpretato da Mia Martini; ha inoltre scritto musiche per fiction televisive e per spettacoli teatrali (con Gigi Proietti) come Liolà, Serata d'onore, solo per citarne alcuni.

## Vita privata
È stato un appassionato amante della natura, un botanico mancato; ha vissuto in campagna e si è preso cura di tante varietà di piante e animali.

## Filmografia
- Uccidete Johnny Ringo, regia di Gianfranco Baldanello (1966)
- Maladolescenza, regia di Pier Giuseppe Murgia (1977)
- L'occhio dietro la parete, regia di Giuliano Petrelli (1977)
- Le evase - Storie di sesso e di violenze, regia di Giovanni Brusatori (1978)
- Porci con la P.38, accreditato come Giuseppe Caruso, regia di Gianfranco Pagani (1978)
- Porca società, accreditato come Giuseppe Caruso, regia di Luigi Russo (1978)
- Stripy, serie di cortometraggi TV, regia di Guido Manuli (1984)
- Massimamente folle, regia di Massimo Troiani (1985)

## Pubblicità
Fiesta Ferrero dal 1983 al 1986 nei panni del direttore del coro